# Paris-Nice 2008
La course cycliste à étapes Paris-Nice a eu lieu du 9 au 16 mars 2008. L'épreuve fait partie de l'UCI Europe Tour 2008.

## Présentation

### Contexte: Le conflit opposant ASO et l'UCI
Cette 66e édition de la « course au soleil » est, comme l'édition 2007, au cœur du conflit opposant l'Union cycliste internationale et les organisateurs des grands tours que sont Amaury Sport Organisation (ASO), RCS Sport et Unipublic.
Ces sociétés se sont retirées en 2008 du ProTour, dont leurs épreuves faisaient partie depuis sa création en 2005. RCS (organisateur notamment du Tour d'Italie) et ASO (organisateur entre autres du Tour de France et de Paris-Nice) ont par conséquent pris la décision de se défaire de leurs obligations quant à l'invitation des équipes. Ce fut d'abord RCS qui décida au début du mois de février de ne pas inviter les formations Astana, Bouygues Telecom, Crédit agricole et High Road. Quelques jours plus tard, c'est au tour d'ASO d'annoncer sa sélection, tenant à l'écart Astana pour Paris-Nice ainsi que les autres épreuves qu'elle organise, motivant sa décision par les affaires de dopage ayant secoué l'équipe en 2007. Cette exclusion prive notamment de participation Alberto Contador, tenant du titre du Tour et de Paris-Nice, et provoque le mécontentement de l'UCI et de son président Patrick McQuaid qui appelle au boycott de la course.
Les différents acteurs du cyclisme professionnel prennent alors position. L'Association Internationale des Groupes Cyclistes Professionnels (AIGCP), regroupant les équipes cyclistes professionnelles, prend la décision de participer à l'épreuve, tandis que l'association des Cyclistes Professionnels Associés (CPA), par la voix de son président Cédric Vasseur déplore « un conflit qui s'éternise et n'a que trop duré » et constate que « les coureurs n'ont d'autre choix que de suivre les consignes dictées par leurs employeurs ».
La tension monte d'un cran lorsqu'ASO décide d'organiser Paris-Nice sous l'égide de la Fédération française de cyclisme,. En réaction, l'UCI adresse le 4 mars un courrier à destination des coureurs, les menaçant de peines de suspension de six mois, d'une amende de 10 000 francs suisse et d'une interdiction de participation aux championnats du monde et aux Jeux olympiques,.
Tandis que le Tribunal arbitral du sport, saisi par l'International Professional Cycling Teams (IPCT), décline sa compétence quant à la requête d'arbitrage déposée, les équipes membres de l'AIGCP décident majoritairement la veille du prologue de prendre de le départ de Paris-Nice.

### Equipes
Vingt équipes ont été invitées à participer à ce Paris-Nice. Toutes les équipes du ProTour sont présentes, à l'exception notable de la formation Astana, dont est membre le tenant du titre Alberto Contador. Trois équipes continentales professionnelles ont été invitées : Agritubel, Skil-Shimano et Slipstream Chipotle.
| ProTeams (16)- AG2R-La Mondiale - Bouygues Telecom - Caisse d'Épargne - Cofidis-Le Crédit par Téléphone - Crédit agricole - CSC - Euskaltel-Euskadi - Gerolsteiner - High Road - La Française des jeux - Liquigas - Team Milram - Quick Step - Rabobank - Saunier Duval-Scott - Silence-Lotto Équipes continentales professionnelles (4)- Agritubel - LPR Brakes-Farnese Vini - Skil-Shimano - Slipstream-Chipotle |
| |

### Favoris
Ainsi, comme en 2007 lorsque Floyd Landis était absent, le vainqueur de l'édition précédente n'est pas au départ de Paris-Nice. C'est donc son dauphin Davide Rebellin qui porte le dossard n°1. Ayant prouvé sa bonne forme avec une victoire sur le Tour du Haut-Var, il fait  légitimement partie des favoris. Également sur le podium en 2007, et vainqueur d'une étape en solitaire, l'Espagnol Luis León Sánchez de l'équipe Caisse d'Épargne a fait de Paris-Nice l'un des objectifs de sa saison. Son équipe dispose par ailleurs d'autres atouts avec le vainqueur du Tour de France 2006 Óscar Pereiro, et de David López García, sixième à Nice en 2007.
La formation Silence-Lotto se présente avec deux vainqueurs potentiels : Cadel Evans, deuxième du Tour de France et auteur de plusieurs places d'honneur sur des courses par étapes en 2007, et Yaroslav Popovych, arrivé en provenance de Discovery Channel à l'intersaison. Il s'agit de la première collaboration des deux coureurs sur une même épreuve. Evans ayant pour objectif le Tour, Popovych pourrait bénéficier du soutien de ce dernier. L'équipe CSC a pour leader le Luxembourgeois Fränk Schleck, toujours classé parmi les dix premiers de l'épreuve depuis 2004. Dans sa quête d'une première victoire finale dans une course par étapes, il est notamment accompagné d'un ancien vainqueur de Paris-Nice, Bobby Julich, et de Jens Voigt, double vainqueur du Tour d'Allemagne.
Parmi les autres leaders et favoris, Damiano Cunego, ancien vainqueur du Tour d'Italie, participe pour la première fois à Paris-Nice. David Millar, qui a reconnu le mont Ventoux deux fois dans la semaine précédant le départ, a récemment fini deuxième du Tour de Californie. Le champion de France Christophe Moreau peut également offrir un succès de choix à sa nouvelle équipe Agritubel. Au contraire, peu de sprinters participent à cette 66e édition de la course au soleil. L'équipe High Road fait exception en alignant André Greipel, Bernhard Eisel et Vicente Reynés. Thor Hushovd (Crédit agricole) et Gert Steegmans (Quick Step) sont également présents. Philippe Gilbert, déjà quatre fois vainqueur en 2008, et Rinaldo Nocentini, qui a remporté le Grand Prix de Lugano, font partie des coureurs en forme pouvant viser les victoires d'étape.

## La course

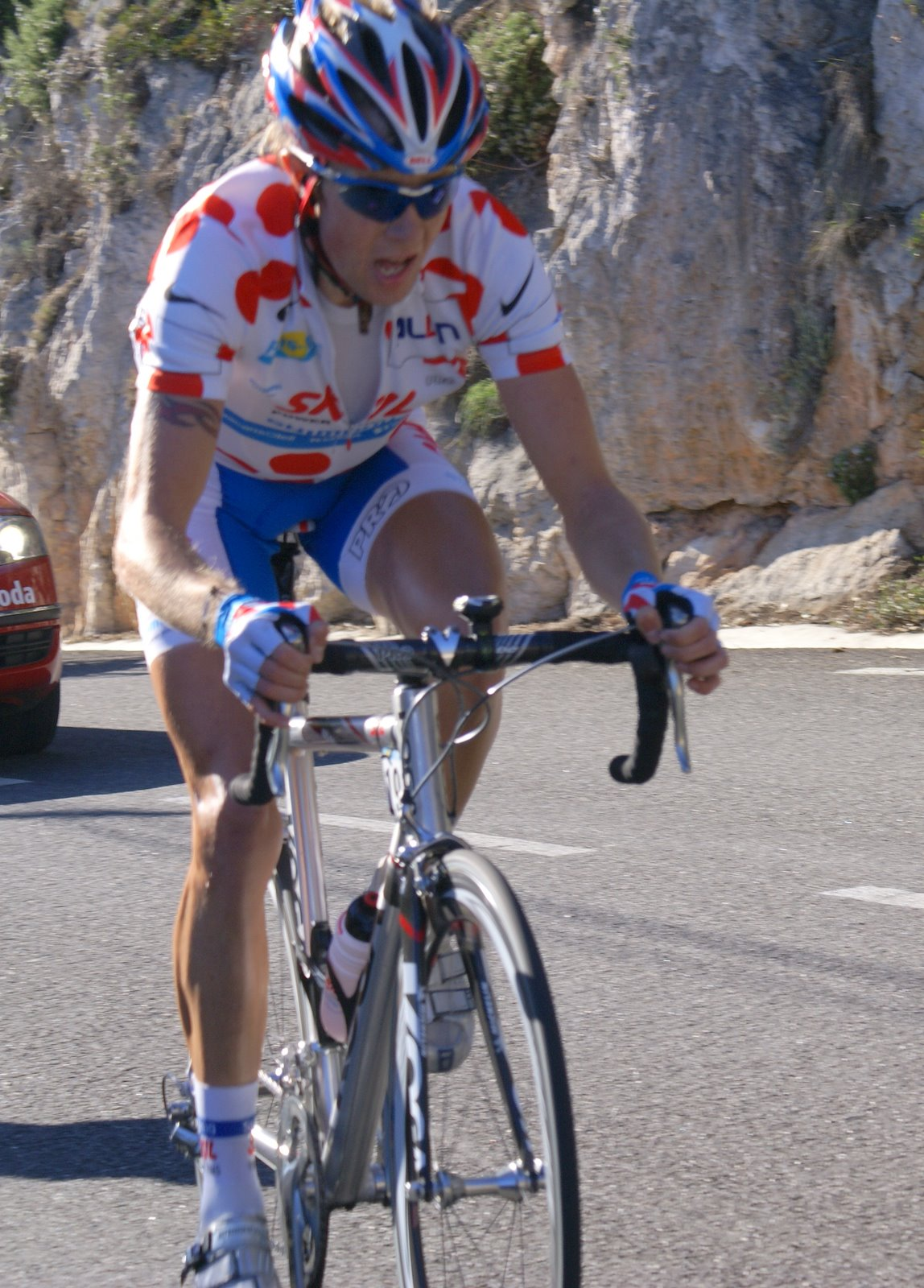
Image liée à la course de vélo, Paris-Nice édition 2008 disputer sous la pluie pour la majorité des participants

Thor Hushovd remporte le prologue de la « course au soleil », disputé sous la pluie pour la majorité des participants. Il devance le surprenant Basque Markel Irizar (Euskaltel-Euskadi) et l'Allemand Stefan Schumacher (Gerolsteiner).
Au terme d'une journée pluvieuse et venteuse, le Belge Gert Steegmans gagne la première étape raccourcie de moitié. Il devance un groupe d'une trentaine de coureurs dans un final en côte à Nevers. De nombreux coureurs ont été piégés par le vent et sont arrivés avec plusieurs minutes de retard, parmi lesquels Cadel Evans, Damiano Cunego et Christophe Moreau.
Le lendemain, dans un cadre météorologique similaire, Steegmans s'impose à nouveau au sprint sur Hushovd dans un groupe de quatre coureurs. L'étape est marquée par la longue course en tête du jeune Thierry Hupond qui prend le maillot à pois de meilleur grimpeur. Piégé par les chutes, le leader de la CSC Fränk Schleck perd à son tour plus de trois minutes.
Kjell Carlström sort vainqueur de la traversée des monts du Lyonnais et du Pilat, devant son compagnon d'échappée Clément Lhotellerie, qui s'empare du maillot de meilleur grimpeur. Présent dans un groupe de poursuivants, Sylvain Chavanel prend la tête du classement général.
Il doit cependant laisser filer sa tunique jaune dès le lendemain, sur les pentes du mont Ventoux, au profit du jeune Néerlandais Robert Gesink (Rabobank) qui domine l'ascension finale. Seul Cadel Evans parvient à le suivre et remporte l'étape.
Ayant bien résisté sur le mont Ventoux, Lhotellerie renforce son maillot à pois le vendredi dans les monts de Vaucluse. Dans les derniers kilomètres, Carlos Barredo attaque le groupe de tête dans lequel il se trouve et s'impose en solitaire à Sisteron.
Dominateur sur le Ventoux, Gesink perd le maillot jaune dans la descente du col du Tanneron dans l'avant-dernière étape, distancé entre autres par Rinaldo Nocentini et Davide Rebellin. Ce dernier prend la tête du classement général. Sylvain Chavanel remporte l'étape à Cannes.
Dans une septième et dernière étape difficile, Rebellin parvient à contrôler ses poursuivants pour la victoire finale et conserve son maillot jaune. Luis León Sánchez franchit le premier la ligne d'arrivée.

## Étapes
| Étape     | Date    | Villes étapes                | type                        | Distance (km) | Vainqueur d'étape | Leader du classement général |
| --------- | ------- | ---------------------------- | --------------------------- | ------------- | ----------------- | ---------------------------- |
| Prologue  | 9 mars  | Amilly – Amilly              | contre-la-montre individuel | 4,6           | Thor Hushovd      | Thor Hushovd                 |
| 1re étape | 10 mars | La Chapelotte – Nevers       | étape de plaine             | 93,5          | Gert Steegmans    | Thor Hushovd                 |
| 2e étape  | 11 mars | Nevers – Belleville          | étape de plaine             | 201           | Gert Steegmans    | Thor Hushovd                 |
| 3e étape  | 12 mars | Fleurie – Saint-Étienne      | étape de moyenne montagne   | 165,5         | Kjell Carlström   | Sylvain Chavanel             |
| 4e étape  | 13 mars | Montélimar – mont Ventoux    | étape de montagne           | 176           | Cadel Evans       | Robert Gesink                |
| 5e étape  | 14 mars | Althen-des-Paluds – Sisteron | étape de moyenne montagne   | 172,5         | Carlos Barredo    | Robert Gesink                |
| 6e étape  | 15 mars | Sisteron – Cannes            | étape de montagne           | 206           | Sylvain Chavanel  | Davide Rebellin              |
| 7e étape  | 16 mars | Nice – Nice                  | étape de montagne           | 119           | Luis León Sánchez | Davide Rebellin              |

## Classement général
|    | Cycliste           | Pays     | Équipe            | Temps           |
| -- | ------------------ | -------- | ----------------- | --------------- |
| 1  | Davide Rebellin    | Italie   | Gerolsteiner      | 29 h 2 min 48 s |
| 2  | Rinaldo Nocentini  | Italie   | AG2R La Mondiale  | + 3 s           |
| 3  | Yaroslav Popovych  | Ukraine  | Silence-Lotto     | + 48 s          |
| 4  | Robert Gesink      | Pays-Bas | Rabobank          | + 51 s          |
| 5  | Luis León Sánchez  | Espagne  | Caisse d'Épargne  | + 1 min 09 s    |
| 6  | Juan Manuel Gárate | Espagne  | Quick Step        | + 1 min 12 s    |
| 7  | Gorka Verdugo      | Espagne  | Euskaltel-Euskadi | + 2 min 17 s    |
| 8  | Carlos Barredo     | Espagne  | Quick Step        | + 2 min 24 s    |
| 9  | Sylvain Chavanel   | France   | Cofidis           | + 2 min 39 s    |
| 10 | Alexander Efimkin  | Russie   | Quick Step        | + 3 min 21 s    |

## Les étapes

### Prologue
Le prologue s'est déroulé le dimanche 9 mars 2008 sur un circuit de 4,6 kilomètres dans la commune d'Amilly dans le Loiret.
Ayant pu profiter d'un temps sec, comme les quarante premiers coureurs à s'élancer, l'Espagnol Markel Irizar (Euskaltel-Euskadi) a longtemps gardé la tête de ce prologue. Son temps de 5 minutes et 32 secondes demeure le meilleur après le passage pluvieux durant lequel courent environ quatre-vingt coureurs. Les quarante derniers partants, parmi lesquels les principaux favoris, retrouvent un temps sec, mais une chaussée restée humide. Plusieurs spécialistes du contre-la-montre échouent ainsi à quelques secondes d'Irizar, tels que les anciens vainqueur du prologue du Tour de France Bradley McGee et David Millar. Seul le Norvégien Thor Hushovd de l'équipe Crédit agricole parvient à devancer Markel Irizar, en 5 minutes et 28 secondes. L'Allemand Stefan Schumacher (Gerolsteiner), dernier coureur à s'être élancé, complète le podium.
Il s'agit de la deuxième victoire en un mois pour Hushovd, par ailleurs troisième du Het Volk le week-end précédent. C'est également sa deuxième victoire en prologue, après avoir enlevé celui du Tour de France 2006. Il s'empare ainsi du maillot jaune de leader.
Avec William Bonnet (5e à 6 secondes) et Simon Gerrans (32e à 17 secondes), il permet à l'équipe Crédit agricole de prendre la tête du classement par équipes. Par ailleurs, deux formations ont réalisé une performance collective notable en plaçant trois coureurs parmi les douze premiers à l'arrivée : CSC (avec Bradley McGee, Karsten Kroon et Jens Voigt) et Slipstream Chipotle (avec Danny Pate, Trent Lowe et David Millar).
L'Ukrainien Andriy Grivko (Milram), âgé de 24 ans et ancien champion d'Ukraine du contre-la-montre est quant à lui meilleur jeune grâce à sa huitième place.
| Cycliste                 | Pays       |    | Temps      |
| ------------------------ | ---------- | -- | ---------- |
| 1. Thor Hushovd          | Norvège    | en | 5 min 28 s |
| 2. Markel Irizar         | Espagne    | +  | 4 s        |
| 3. Stefan Schumacher     | Allemagne  |    | 5 s        |
| 4. Bradley McGee         | Australie  |    | m.t        |
| 5. William Bonnet        | France     |    | 6 s        |
| 6. Danny Pate            | États-Unis |    | m.t        |
| DSQ Leonardo Bertagnolli | Italie     |    | 7 s        |
| 8. Andriy Grivko         | Ukraine    |    | 8 s        |
| 9. Karsten Kroon         | Pays-Bas   |    | m.t        |
| 10. Trent Lowe           | Australie  |    | 9 s        |

| Cycliste                 | Pays       |    | Temps      |
| ------------------------ | ---------- | -- | ---------- |
| 1. Thor Hushovd          | Norvège    | en | 5 min 28 s |
| 2. Markel Irizar         | Espagne    | +  | 4 s        |
| 3. Stefan Schumacher     | Allemagne  |    | 5 s        |
| 4. Bradley McGee         | Australie  |    | m.t        |
| 5. William Bonnet        | France     |    | 6 s        |
| 6. Danny Pate            | États-Unis |    | m.t        |
| DSQ Leonardo Bertagnolli | Italie     |    | 7 s        |
| 8. Andriy Grivko         | Ukraine    |    | 8 s        |
| 9. Karsten Kroon         | Pays-Bas   |    | m.t        |
| 10. Trent Lowe           | Australie  |    | 9 s        |

### 1reétape
La première étape s'est déroulée le lundi 10 mars 2008 entre Amilly et Nevers.
Initialement prévu à Amilly, le départ est déplacé par l'organisation de la course en raison des fortes rafales de vent. La course est donc lancée à La Chapelotte, dans le Cher, et réduite à 93,5 kilomètres, au lieu de 184,5. La seule difficulté répertoriée, la côte de Venoize, demeure sur le parcours. Bien que la suite du parcours soit relativement peu accidentée, le final à Nevers offre une côte de 9 % dans les 200 derniers mètres.
Dans ces conditions météorologiques défavorables, trois coureurs s'extraient du peloton : Bernhard Eisel (High Road), Niki Terpstra et Peter Velits (Milram). Ils comptent jusqu'à plus de quatre minutes d'avance sur leurs poursuivants. Sous l'effet du vent, le peloton se morcelle. Un premier groupe continue la poursuite derrière les hommes de tête. Il comprend une quinzaine de coureurs dont notamment le maillot jaune Thor Hushovd, Luis León Sánchez, Karsten Kroon, cinq coureurs de la Quick Step. Piégé dans un premier temps, un autre groupe les rejoint, comprenant entre autres Davide Rebellin, Fränk Schleck, David Millar et Philippe Gilbert.
D'autres leaders n'ont pas eu cette chance. Cadel Evans est ainsi attardé dans un premier groupe, tandis que Christophe Moreau ou Damiano Cunego se trouvent encore davantage à l'arrière.
Le groupe du maillot jaune rejoint les trois échappés à environ dix kilomètres de Nevers et se dispute la victoire d'étape. Jérôme Pineau, avec Gert Steegmans dans sa roue, tente en vain de s'échapper, de même que Sylvain Chavanel et Mikaël Cherel. C'est dans le final en côte que se joue l'étape. Steegmans porte une accélération puissante et décisive, et aucun de ses concurrents ne peut le suivre. Il remporte l'étape, devançant de deux secondes Pineau, Hushovd, Gilbert et Kroon.
Le groupe de Cadel Evans arrive avec 2 minutes et 37 secondes de retard. Moreau, Cunego franchissent ligne plus de six minutes après Steegmans, Óscar Pereiro plus de treize minutes.
Hushovd conserve son maillot jaune ; le vainqueur du jour et Pineau complètent le podium du nouveau classement général. Les coureurs retardés précités ont perdu un temps précieux dans leur course à la victoire finale.
Dionisio Galparsoro (Euskaltel-Euskadi) a franchi la côte de Venoize en tête en début d'étape et se voit remettre le maillot à pois du meilleur grimpeur. Andriy Grivko demeure le meilleur jeune. Bien représentée dans le groupe de tête, la Quick Step prend la tête du classement par équipes.
| Cycliste                  | Équipe                |    | Temps           |
| ------------------------- | --------------------- | -- | --------------- |
| 1. Gert Steegmans         | Quick Step            | en | 2 h 21 min 29 s |
| 2. Jérôme Pineau          | Bouygues Telecom      | +  | 2 s             |
| 3. Thor Hushovd           | Crédit agricole       |    | m.t.            |
| 4. Philippe Gilbert       | La Française des jeux |    | m.t.            |
| 5. Karsten Kroon          | CSC                   |    | m.t.            |
| 6. Enrico Franzoi         | Liquigas              |    | 4 s             |
| 7. Mirco Lorenzetto       | Lampre                |    | m.t.            |
| 8. Bernhard Eisel         | High Road             |    | m.t.            |
| 9. Davide Rebellin        | Gerolsteiner          |    | m.t.            |
| 10. Aliaksandr Kuschynski | Liquigas              |    | 7 s             |

| Cycliste              | Équipe              |    | Temps           |
| --------------------- | ------------------- | -- | --------------- |
| 1. Thor Hushovd       | Crédit agricole     | en | 2 h 26 min 55 s |
| 2. Gert Steegmans     | Quick Step          | +  | 6 s             |
| 3. Jérôme Pineau      | Bouygues Telecom    |    | 12 s            |
| 4. Karsten Kroon      | CSC                 |    | m.t.            |
| 5. Andriy Grivko      | Milram              |    | 17 s            |
| 6. Trent Lowe         | Slipstream Chipotle |    | 18 s            |
| 7. David Millar       | Slipstream Chipotle |    | 20 s            |
| 8. Matteo Tosatto     | Quick Step          |    | 21 s            |
| 9. Luis León Sánchez  | Caisse d'Épargne    |    | 22 s            |
| 10. Johan Vansummeren | Silence-Lotto       |    | 24 s            |

### 2eétape
La deuxième étape s'est déroulée le mardi 11 mars 2008 entre Nevers et Belleville.
Longue de 201 kilomètres, la deuxième étape part de Nevers et traverse durant sa première moitié les départements de la Nièvre et de Saône-et-Loire sur un parcours plat. La première difficulté répertoriée est la côte de La Clayette (3e catégorie), située au 140e kilomètre. Trois côtes s'enchaînent ensuite dans les cinquante derniers kilomètres, dans le département du Rhône : le col de Champ Juin (3e cat., à Saint-Igny-de-Vers), le col de Crie (3e cat., à Monsols) et le col du Fût d'Avenas (2e cat., à Avenas). Les vingt derniers kilomètres descendent du Fût d'Avenas vers Belleville.
Le vainqueur du Tour de France 2006 Óscar Pereiro, souffrant d'une bronchite, ne prend pas le départ de la course.
L'étape se dispute dans des conditions similaires à celles de la veille, la pluie ne cessant de tomber du départ à l'arrivée. Après les attaques avortées de plusieurs coureurs français, Thierry Hupond (Skil-Shimano) attaque seul au trentième kilomètre. Son avance croît rapidement ; elle atteindra son maximum vers la moitié de l'étape, à plus de 15 minutes.
Sous l'impulsion notamment de l'équipe du maillot jaune Crédit agricole, l'écart commence ensuite à baisser, avant que deux chutes ne divisent le peloton en plusieurs groupes. Piégé dans un premier temps, le groupe de Davide Rebellin, David Millar et Cadel Evans revient sur le peloton de tête. Cela ne sera pas le cas de celui de Fränk Schleck, rapidement attardé de plus de deux minutes.
À l'avant, Hupond passe en tête les trois premières côtes. Juan Antonio Flecha s'échappe du peloton dans le col de Crie. Il est rejoint dans le col du Fût d'Avenas par son compatriote Beñat Intxausti. Les deux fuyards reviennent sur Hupond peu avant le sommet. Le jeune coureur de l'équipe Skil-Shimano a passé plus de 150 kilomètres en tête de la course.
Alors que tous les échappés sont repris par le peloton dans la descente, le maillot jaune Thor Hushovd en profite pour accélérer et s'échapper. Il est rejoint par Sylvain Chavanel, Gert Steegmans et Michael Albasini à cinq kilomètres de l'arrivée. Les quatre hommes parviennent à conserver quelques secondes d'avance. Comme la veille, Steegmans accélère dans les derniers hectomètres et remporte confortablement l'étape devant Hushovd. Philippe Gilbert règle le sprint du peloton arrivé trois secondes plus tard. Avec près de trois minutes de retard à Belleville, Fränk Schleck est le perdant du jour.
Thor Hushovd conserve ses maillots jaune et vert, mais voit Steegmans se rapprocher à trois secondes au classement général, à la veille d'une étape de moyenne montagne qui convient moins aux qualités des deux sprinters.
Thierry Hupond, arrivé huit minutes après Steegmans, est le nouveau porteur du maillot à pois grâce à son long parcours en tête, tandis qu'Andriy Grivko, qui faisait partie du groupe de Schleck, cède la tunique blanche de meilleur jeune à l'Australien Trent Lowe, cinquième au classement général.
En outre, quatre coureurs ont abandonné lors de cette étape, dont José Ángel Gómez Marchante, leader de l'équipe Saunier Duval-Scott, et Dario Cioni, coéquipier de Yaroslav Popovych et Cadel Evans.
| Cycliste            | Équipe                |    | Temps           |
| ------------------- | --------------------- | -- | --------------- |
| 1. Gert Steegmans   | Quick Step            | en | 5 h 29 min 47 s |
| 2. Thor Hushovd     | Crédit agricole       | +  | m.t.            |
| 3. Sylvain Chavanel | Cofidis               |    | m.t.            |
| 4. Michael Albasini | Liquigas              |    | m.t.            |
| 5. Philippe Gilbert | La Française des jeux |    | 3 s             |
| 6. Matteo Tosatto   | Quick Step            |    | m.t.            |
| 7. Mirco Lorenzetto | Lampre                |    | m.t.            |
| 8. Enrico Franzoi   | Liquigas              |    | m.t.            |
| 9. Manuele Mori     | Saunier Duval-Scott   |    | m.t.            |
| 10. Vicente Reynés  | High Road             |    | m.t.            |

| Cycliste             | Équipe              |    | Temps           |
| -------------------- | ------------------- | -- | --------------- |
| 1. Thor Hushovd      | Crédit agricole     | en | 7 h 56 min 34 s |
| 2. Gert Steegmans    | Quick Step          | +  | 3 s             |
| 3. Jérôme Pineau     | Bouygues Telecom    |    | 23 s            |
| 4. Karsten Kroon     | CSC                 |    | m.t.            |
| 5. Trent Lowe        | Slipstream Chipotle |    | 29 s            |
| 6. Sylvain Chavanel  | Cofidis             |    | 30 s            |
| 7. David Millar      | Slipstream Chipotle |    | m.t.            |
| 8. Matteo Tosatto    | Quick Step          |    | 32 s            |
| 9. Luis León Sánchez | Caisse d'Épargne    |    | 33 s            |
| 10. Niki Terpstra    | Milram              |    | 36 s            |

### 3eétape
La troisième étape s'est déroulée le mercredi 12 mars 2008 entre Fleurie et Saint-Étienne.
Trois jours après le départ d'Amilly, Paris-Nice s'attaque à la moyenne montagne. Les quatre-vingt premiers kilomètres emmènent le peloton de Fleurie vers le sud, en suivant une route parallèle à la Saône. Sans être plate à proprement parler, cette première partie ne comporte qu'une côte de troisième catégorie, la côte de Plantigny sur la commune de Saint-Julien. Ce parcours s'achève à l'ouest de Lyon avec le sprint intermédiaire de Brindas, pour ensuite laisser la place aux difficultés. Les Monts du Lyonnais offrent deux côte de deuxième catégorie, la côte de Saint-Martin-en-Haut, culminant à 727 mètres, suivie de la côté de l'Aubépin, à Larajasse (870 m). La côte de la Croix-Blanche (3e cat.) interrompt la descente du massif. Dans la vallée se trouve le sprint intermédiaire de Saint-Chamond, nommé Souvenir Andrei Kivilev : c'est en effet dans cette commune que le coureur kazakh est décédé à la suite d'une chute dans Paris-Nice cinq ans auparavant. Le Pilat présente la première côte de première catégorie de l'épreuve avec le col de la Croix de Chaubouret (1201 m). Les dix-huit derniers kilomètres vers l'arrivée à Saint-Étienne, ville-étape classique de Paris-Nice, sont en descente.
L'échappée du jour est lancée par Kjell Carlström (Liquigas), Bradley McGee (CSC) et Clément Lhotellerie (Skil Shimano) après 8 kilomètres de course. Ce groupe creuse vite l'écart avec le peloton, jusqu'à 11 minutes et 30 secondes au sommet de la côte de Plantigny, et passe en tête les monts du Lyonnais.
La situation du peloton reste stable jusqu'à la descente de la côte de l'Aubépin durant laquelle plusieurs coureurs chutent, dont Stefan Schumacher. Plusieurs groupes se retrouvent attardés, dans lesquels se trouve notamment Fränk Schleck. Au bas du col de la Croix de Chaubouret, Christophe Moreau attaque, accompagné de son coéquipier Geoffroy Lequatre. Ils sont rejoints par sept coureurs dont Thor Hushovd, Damiano Cunego et Yaroslav Popovych, formant un groupe de poursuivant intercalé entre les trois échappés et un petit peloton comprenant entre autres Davide Rebellin.
Carlström, McGee et Lhotellerie passent en tête du sprint Souvenir Andrei Kivilev à St-Chamond et abordent le massif du Pilat avec près de quatre minutes d'avance. McGee est lâché par ses compagnons dans la dernière ascension, tandis qu'à l'arrière, les deux groupes se rassemblent. Le nouveau peloton demeure animé : Roman Kreuziger, coéquipier de Carlström, attaque et est rejoint par Cunego et Sylvain Chavanel. Ce trio franchit le col de la Croix-Blanche avec une minute et quarante secondes de retard sur Lhotellerie et Carlström, avant d'être repris dans la descente.
Malgré la poursuite menée par les Cofidis Maxime Monfort et Yann Huguet, Lhotellerie et Carlström conservent une avance confortable. Le Finlandais s'impose à Saint-Étienne. Pierre Rolland règle le sprint pour la troisième place devant un groupe de quinze coureurs.
Sylvain Chavanel, présent dans ce groupe, s'empare du maillot jaune. Il devance Karsten Kroon de deux secondes, et Luis León Sánchez de trois secondes. À la veille de la redoutable étape du mont Ventoux, les dix premiers coureurs ont moins d'une minute de retard sur le leader.
Passé en tête de toutes les côtes de l'étape, Clément Lhotellerie ôte le maillot à pois de son coéquipier et compatriote Thierry Hupond. Thor Hushovd, qui perd le maillot jaune, conserve la tête du classement par points. Luis León Sánchez est le nouveau meilleur jeune. Enfin, grâce à Alexander Efimkin, Juan Manuel Gárate et Carlos Barredo, tous trois arrivés 52 secondes après Carlström, l'équipe Quick Step conserve sa première place au classement par équipes.
| Cycliste               | Équipe            |    | Temps           |
| ---------------------- | ----------------- | -- | --------------- |
| 1. Kjell Carlström     | Liquigas          | en | 4 h 39 min 14 s |
| 2. Clément Lhotellerie | Skil-Shimano      |    | m.t.            |
| 3. Pierre Rolland      | Crédit agricole   | +  | 43 s            |
| 4. Davide Rebellin     | Gerolsteiner      |    | m.t.            |
| 5. Roman Kreuziger     | Liquigas          |    | m.t.            |
| 6. Rinaldo Nocentini   | AG2R La Mondiale  |    | m.t.            |
| 7. Robert Gesink       | Rabobank          |    | m.t.            |
| 8. Damiano Cunego      | Lampre            |    | m.t.            |
| 9. Luis León Sánchez   | Caisse d'Épargne  |    | m.t.            |
| 10. Gorka Verdugo      | Euskaltel-Euskadi |    | m.t.            |

| Cycliste              | Équipe            |    | Temps            |
| --------------------- | ----------------- | -- | ---------------- |
| 1. Sylvain Chavanel   | Cofidis           | en | 12 h 37 min 01 s |
| 2. Karsten Kroon      | CSC               | +  | 2 s              |
| 3. Luis León Sánchez  | Caisse d'Épargne  |    | 3 s              |
| 4. Gorka Verdugo      | Euskaltel-Euskadi |    | 8 s              |
| 5. Davide Rebellin    | Gerolsteiner      |    | 14 s             |
| 6. Juan Manuel Gárate | Quick Step        |    | 18 s             |
| 7. Yaroslav Popovych  | Silence-Lotto     |    | 19 s             |
| 8. Rinaldo Nocentini  | AG2R La Mondiale  |    | 21 s             |
| 9. Robert Gesink      | Rabobank          |    | 21 s             |
| 10. Alexander Efimkin | Quick Step        |    | 34 s             |

### 4eétape
La quatrième étape s'est déroulée le jeudi 13 mars 2008 entre Montélimar et le Mont-Ventoux. Cette étape longue de 176 km est l'étape reine de ce Paris-Nice.
Cette étape part de Montélimar, et prend la direction de l'est en suivant le Roubion pour aller vers le massif du Diois. Trois côtes de troisième catégorie sont situées dans les 63 premiers kilomètres, à Puy-Saint-Martin, Bourdeaux et Dieulefit (côte de la Serre de Turc). De retour en plaine, le parcours entre dans le département de Vaucluse (département) où se situent deux sprints intermédiaires. Les trente derniers kilomètres constituent le principal intérêt de l'étape, avec le col de la Madeleine (3e cat.) puis l'ascension du mont Ventoux (1re cat.), longue de 15 kilomètres et situant l'arrivée à 1500 mètres d'altitude, près de la station du mont Serein.
Aliaksandr Kuschynski (Liquigas), Jens Voigt (CSC), Bernhard Eisel (High Road) et Niki Terpstra (Milram) s'échappent dès le onzième kilomètre. Le peloton les laisse passer le Diois en tête avec une avance qui monte jusqu'à plus de 7 minutes, puis le col de la Madeleine.
Au début de l'ascension du mont Ventoux, Jens Voigt attaque et lâche ses trois camarades alors que l'écart est descendu à quatre minutes. Le peloton se réduit rapidement dès que la route s'élève, emmené notamment par les équipes Caisse d'Épargne et Quick Step. Sous le rythme de ces derniers, le maillot jaune Sylvain Chavanel perd du terrain, pour être finalement lâché à moins de dix kilomètres de l'arrivée malgré le soutien de Maxime Monfort. Le groupe lancé à la poursuite de Voigt comprend alors 22 coureurs, dont les principaux favoris. Le maillot à pois Clément Lhotellerie accélère, contré efficacement par le Néerlandais Robert Gesink (Rabobank). Celui-ci poursuit son effort, pour ne plus être suivi que par quatre coureurs : Cadel Evans, Yaroslav Popovych, Fränk Schleck et Davide Rebellin. Alors que ce groupe revient sur Voigt à moins de quatre kilomètres de l'arrivée, Rebellin cède du terrain. C'est ensuite au tour de Schleck, malgré le relais de Voigt.
L'équipe Silence-Lotto paraît en position de force pour le final : Cadel Evans emmène son coéquipier Popovych vers le sommet, en compagnie de Robert Gesink. Popovych est cependant rapidement distancé. Gesink roule alors à une allure soutenue dans les trois derniers kilomètres pour creuser l'écart. Il lance le sprint dans les derniers hectomètres, mais c'est Cadel Evans qui remporte cette étape de prestige. Le trio composé de Rebellin, Rinaldo Nocentini et Fränk Schleck, revenu sur Popovych, arrive à 34 secondes.
Auteur d'une prestation impressionnante, le jeune Gesink, neuvième au départ de l'étape, prend le maillot jaune. Il devance Rebellin, Nocentini et Popovych de moins d'une minute. Chavanel, arrivé 29e (à 3 min 42 s ) recule à la dixième place.
Hushovd conserve son maillot vert, de même que Lhotellerie son maillot à pois, grâce à une bonne ascension finale (16e). Il se trouve par ailleurs à la neuvième place du classement général. À nouveau bien représentée à l'avant avec Juan Manuel Gárate, Carlos Barredo et Alexander Efimkin, Quick Step demeure la meilleure équipe.
| Cycliste              | Équipe           |    | Temps           |
| --------------------- | ---------------- | -- | --------------- |
| 1. Cadel Evans        | Silence-Lotto    | en | 4 h 32 min 56 s |
| 2. Robert Gesink      | Rabobank         |    | m.t.            |
| 3. Rinaldo Nocentini  | AG2R La Mondiale | +  | 33 s            |
| 4. Davide Rebellin    | Gerolsteiner     |    | m.t.            |
| 5. Fränk Schleck      | CSC              |    | 34 s            |
| 6. Yaroslav Popovych  | Silence-Lotto    |    | 38 s            |
| 7. Juan Manuel Gárate | Quick Step       |    | 1 min 03 s      |
| 8. Simon Špilak       | Lampre           |    | m.t.            |
| 9. Pierre Rolland     | Crédit agricole  |    | 1 min 30 s      |
| 10. Carlos Barredo    | Quick Step       |    | 1 min 33 s      |

| Cycliste               | Équipe            |    | Temps            |
| ---------------------- | ----------------- | -- | ---------------- |
| 1. Robert Gesink       | Rabobank          | en | 17 h 10 min 12 s |
| 2. Davide Rebellin     | Gerolsteiner      | +  | 32 s             |
| 3. Rinaldo Nocentini   | AG2R La Mondiale  |    | 35 s             |
| 4. Yaroslav Popovych   | Silence-Lotto     |    | 42 s             |
| 5. Juan Manuel Gárate  | Quick Step        |    | 1 min 06 s       |
| 6. Luis León Sánchez   | Caisse d'Épargne  |    | 2 min 06 s       |
| 7. Gorka Verdugo       | Euskaltel-Euskadi |    | 2 min 11 s       |
| 8. Alexander Efimkin   | Quick Step        |    | 2 min 30 s       |
| 9. Clément Lhotellerie | Skil-Shimano      |    | 3 min 25 s       |
| 10. Sylvain Chavanel   | Cofidis           |    | 3 min 27 s       |

### 5eétape
La cinquième étape s'est déroulée le vendredi 14 mars 2008 entre Althen-des-Paluds et Sisteron.
Au lendemain de l'étape reine de ce Paris-Nice, le peloton traverse les monts de Vaucluse. L'ascenson la plus difficile, jusqu'au col de Murs (2e catégorie), se situe en début de parcours. Après un descente vers Saint-Saturnin-les-Apt, le parcours emprunte le col de Javon (3e cat.) et le col de Sault (3e cat.). La route reste ensuite durant 70 kilomètres à une altitude de plus de 500 mètres, sans difficulté majeure, jusqu'à un premier passage à Sisteron. Le peloton doit ensuite gravir la côte des Marquises, à douze kilomètres de l'arrivée, avant de redescendre vers l'arrivée.
Plusieurs attaques se succèdent dès les premières minutes de courses et sont immédiatement reprises. L'équipe Skil-Shimano mène en effet le peloton jusqu'au col de Murs, avec succès puisque Clément Lhotellerie y passe en tête, renforçant son maillot à pois. Dès lors, une nouvelle offensive se développe, menée par quatre coureurs Français : Rémi Pauriol (Crédit agricole), Sandy Casar (La Française des jeux), Jérôme Pineau (Bouygues Telecom) et Christophe Moreau (Agritubel). Ce groupe garde quelques secondes d'avance durant de plusieurs kilomètres. Casar perdant du terrain, son coéquipier Philippe Gilbert s'extrait du peloton et le remplace en tête. Peu après le passage à Saint-Saturnin-les-Apt, une vingtaine de coureurs se lancent à la poursuite des échappés et les rattrapent, dont le vainqueur de la veille Cadel Evans, ainsi que Pierre Rolland et Carlos Barredo, bien placés au classement général. Evans, Chris Anker Sørensen, Pauriol, Gilbert, Pineau et Stéphane Goubert choisissent de se relever et sont repris par le peloton.
Dix-sept coureurs restent en tête : David Arroyo, Mathieu Perget (Caisse d'Épargne), Karsten Kroon (CSC), Alexandre Botcharov, Simon Gerrans, Pierre Rolland (Crédit agricole), Benoît Vaugrenard (La Française des jeux), Manuele Mori, Aurélien Passeron (Saunier Duval), José Luis Arrieta (AG2R La Mondiale), Stef Clement (Bouygues Telecom), Maxime Monfort (Cofidis), Barredo (Quick Step), Christophe Moreau, Geoffroy Lequatre, Eduardo Gonzalo (Agritubel) et Ivan Santaromita (Liquigas). Clement est vite distancé. Ce groupe compte au maximum 3 minutes et 5 secondes d'avance sur le peloton lancé par l'équipe du maillot jaune Rabobank, assistée ensuite par la Gerolsteiner, dont la deuxième place de Davide Rebellin au classement général pourrait être menacée par Carlos Barredo.
Durant le premier passage à Sisteron, à 15 kilomètres de l'arrivée, Moreau attaque, suivi par Barredo, Rolland, Mori et Kroon. Ils franchissent en tête la côte des Marquises. Dans la descente, Barredo attaque à deux reprises avant qu'une troisième tentative ne lui permette de prendre le large à neuf kilomètres de l'arrivée. Il conserve une poignée de secondes d'avance suffisante pour remporter l'étape en solitaire à Sisteron, offrant une troisième victoire à l'équipe Quick Step. Ses quatre poursuivants en finissent quatre secondes plus tard, et le peloton plus de deux minutes.
Les cinq premières places du classement général ne subissent pas de changement. Barredo passe de la 12e à la 6e place. Tous les porteurs de maillots spécifiques conservent leur tunique à l'issue de l'étape. Dix-sept coureurs ont abandonné ou n'ont pas pris le départ. Cent trente-deux coureurs restent en course,.
| Cycliste               | Équipe              |    | Temps           |
| ---------------------- | ------------------- | -- | --------------- |
| 1. Carlos Barredo      | Quick Step          | en | 3 h 58 min 01 s |
| 2. Karsten Kroon       | CSC                 | +  | 4 s             |
| 3. Manuele Mori        | Saunier Duval-Scott |    | m.t.            |
| 4. Christophe Moreau   | Agritubel           |    | m.t.            |
| 5. Pierre Rolland      | Crédit agricole     |    | m.t.            |
| 6. Simon Gerrans       | Crédit agricole     |    | 1 min 33 s      |
| 7. Maxime Monfort      | Cofidis             |    | m.t.            |
| 8. Alexandre Botcharov | Crédit agricole     |    | m.t.            |
| 9. Ivan Santaromita    | Liquigas            |    | m.t.            |
| 10. Mathieu Perget     | Caisse d'Épargne    |    | m.t.            |

| Cycliste                | Équipe            |    | Temps            |
| ----------------------- | ----------------- | -- | ---------------- |
| 1. Robert Gesink        | Rabobank          | en | 21 h 10 min 30 s |
| 2. Davide Rebellin      | Gerolsteiner      | +  | 32 s             |
| 3. Rinaldo Nocentini    | AG2R La Mondiale  |    | 35 s             |
| 4. Yaroslav Popovych    | Silence-Lotto     |    | 42 s             |
| 5. Juan Manuel Gárate   | Quick Step        |    | 1 min 05 s       |
| 6. Carlos Barredo       | Quick Step        |    | 1 min 40 s       |
| 7. Luis León Sánchez    | Caisse d'Épargne  |    | 2 min 08 s       |
| 8. Gorka Verdugo        | Euskaltel-Euskadi |    | 2 min 11 s       |
| 9. Alexander Efimkin    | Quick Step        |    | 2 min 33 s       |
| 10. Clément Lhotellerie | Skil-Shimano      |    | 3 min 27 s       |

### 6eétape
La sixième étape s'est déroulée  le samedi 15 mars 2008 entre Sisteron et Cannes.
Il s'agit de la troisième étape de montagne de ce Paris-Nice. Si elle ne comprend pas de longue ascension à la mesure du final de la quatrième étape, elle voit se succéder sept côtes de deuxième et troisième catégorie entre les kilomètres 64 et 186. La première partie du trajet est relativement plate, suivant le cours de la Durance, puis remontant celui de son affluent, la Bléone. Il remonte ensuite l'Asse à Châteauredon. La première difficulté est le col des Lecques (2e cat.), qui permet de rejoindre la vallée du Verdon à Castellane. La seconde débute dès après la descente : il s'agit du col de Luens (2e cat.), suivi immédiatement de la côte du Mousteiret (3e cat.). La traversée des Préalpes de Castellane se poursuit avec la côte du Clos d'Espargon et le col de Saint-Arnoux, tous deux en troisième catégorie. Après une descente sur Fayence, l'étape emprunte le col de Bourigaille (2e cat.), constituant la plus longue ascension du jour (8,9 kilomètres). Enfin, la franchissement du col du Tanneron (2e cat.) permet d'amorcer la descente vers Cannes, où se trouve l'arrivée.
Faisant suite à une tentative infructueuse de Yoann Le Boulanger (La Française des jeux) et Christophe Edaleine (AG2R La Mondiale), un groupe de huit coureurs s'extrait du peloton après 13,5 kilomètres de course : Clément Lhotellerie (Skil-Shimano), Chris Anker Sørensen, Bobby Julich (CSC), Bernhard Kohl (Gerolsteiner), Matthieu Sprick (Bouygues Telecom), Gert Steegmans (Quick Step), Kevyn Ista (Agritubel) et Aliaksandr Kuschynski (Liquigas). L'écart se creuse jusqu'à 5 minutes et 25 secondes, et Clément Lhotellerie en profite pour passer en tête des trois premières côtes et s'assurer une avance confortable au classement de la montagne, avant de se laisser rejoindre par le peloton. Le groupe perd aussi Steegmans et Ista dans le col de Bourigaille, tandis que le peloton a accéléré, emmené par les Caisse d'Épargne et Lampre. Les équipes AG2R La Mondiale et Quick Step prennent le relais avant le col du Tanneron. Sprick et Julich demeurent seuls en tête au sommet. Tous deux sont rattrapés, le premier sur chute dans la descente, le second dans la vallée par un groupe de six coureurs détachés du peloton : Sylvain Chavanel (Cofidis), Damiano Cunego (Lampre), Kohl et Davide Rebellin (Gerolsteiner), Rinaldo Nocentini (AG2R La Mondiale) et Luis León Sánchez (Caisse d'Épargne). Contrant efficacement Sanchez, Chavanel attaque aux 500 mètres, et remporte l'étape avec une légère avance sur Sanchez, Julich et Cunego.
Distancé dans la dernière descente, Robert Gesink perd 1 minute et 29 secondes, recule à la quatrième place du classement général et perd son maillot jaune, au profit de Davide Rebellin. Il conserve néanmoins le maillot blanc de meilleur jeune. Les autres classements annexes conservent le même leader.
| Cycliste              | Équipe              |    | Temps           |
| --------------------- | ------------------- | -- | --------------- |
| 1. Sylvain Chavanel   | Cofidis             | en | 5 h 00 min 25 s |
| 2. Luis León Sánchez  | Caisse d'Épargne    | +  | 2 s             |
| 3. Bobby Julich       | CSC                 |    | m.t.            |
| 4. Damiano Cunego     | Lampre              |    | m.t.            |
| 5. Davide Rebellin    | Gerolsteiner        |    | 6 s.            |
| 6. Rinaldo Nocentini  | AG2R La Mondiale    |    | m.t.            |
| 7. Matteo Tosatto     | Quick Step          |    | 44 s            |
| 8. Thor Hushovd       | Crédit agricole     |    | m.t.            |
| 9. Jérôme Pineau      | Bouygues Telecom    |    | m.t.            |
| 10. Aurélien Passeron | Saunier Duval-Scott |    | m.t.            |

| Cycliste              | Équipe            |    | Temps            |
| --------------------- | ----------------- | -- | ---------------- |
| 1. Davide Rebellin    | Gerolsteiner      | en | 26 h 11 min 31 s |
| 2. Rinaldo Nocentini  | AG2R La Mondiale  | +  | 3 s              |
| 3. Yaroslav Popovych  | Silence-Lotto     |    | 48 s             |
| 4. Robert Gesink      | Rabobank          |    | 51 s             |
| 5. Juan Manuel Gárate | Quick Step        |    | 1 min 12 s       |
| 6. Luis León Sánchez  | Caisse d'Épargne  |    | 1 min 24 s       |
| 7. Gorka Verdugo      | Euskaltel-Euskadi |    | 2 min 17 s       |
| 8. Carlos Barredo     | Quick Step        |    | 2 min 33 s       |
| 9. Sylvain Chavanel   | Cofidis           |    | 2 min 39 s       |
| 10. Alexander Efimkin | Quick Step        |    | 3 min 21 s       |

### 7eétape

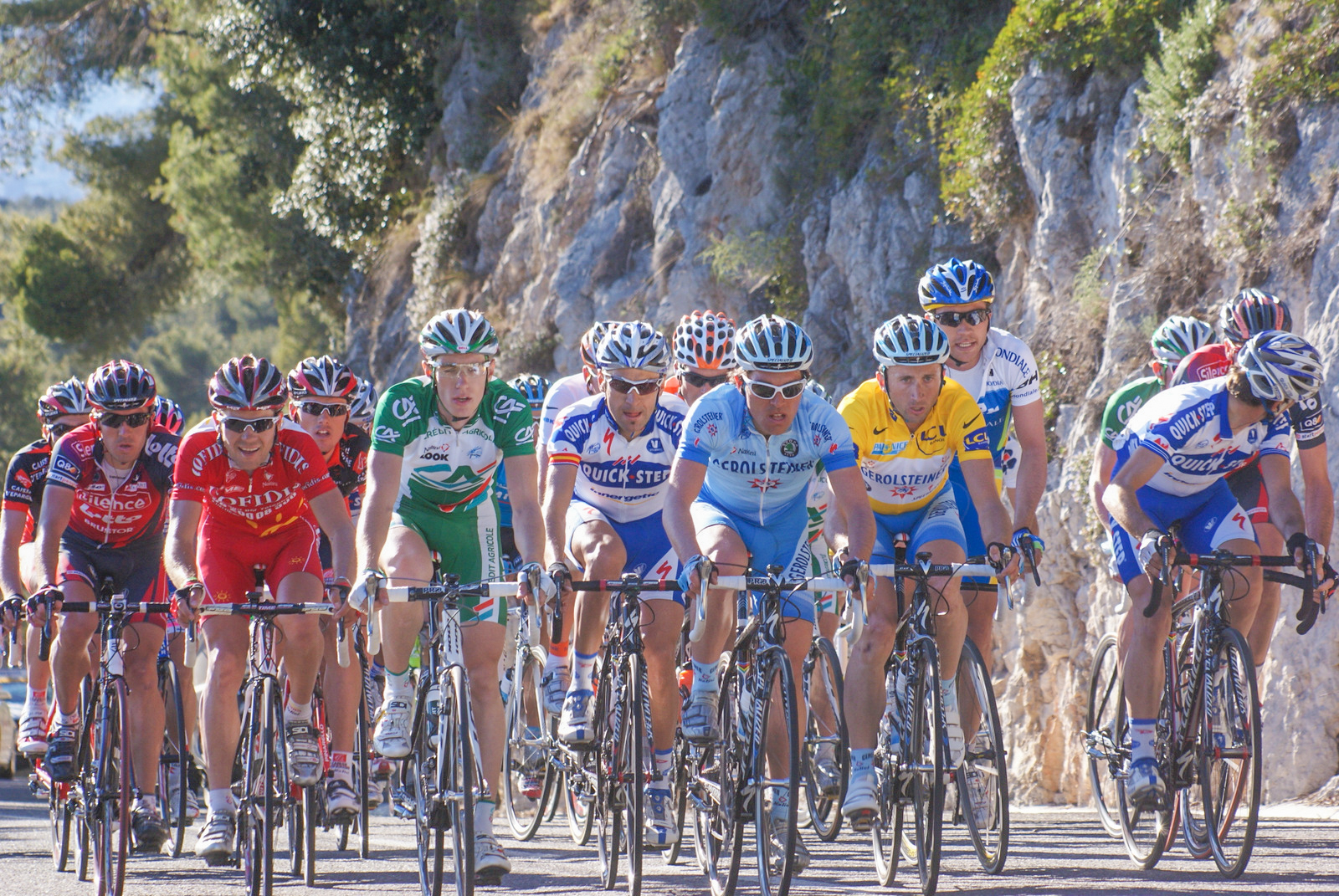
Davide Rebellin avec le maillot jaune dans le col d'Èze

La septième et dernière étape s'est déroulée le dimanche 16 mars 2008 dans un circuit autour de Nice.
Cette septième et dernière étape est susceptible de bouleverser la hiérarchie en tête du classement, où les quatre premiers se tiennent en moins d'une minute. Le parcours comprend en effet trois côtes de première catégorie. Les trente premiers kilomètres après le départ de Nice remontent le Var puis son affluent, la Vésubie. Jusque-là dirigé vers le nord, le trajet revient vers le sud pour traverser les Préalpes de Nice, via le col de la Porte qui constitue le point culminant de l'étape à 1 068 mètres d'altitude. Après une descente dans la vallée du Paillon, les deux dernières difficultés se situent près de la côte méditerranéenne, l’une à La Turbie, l’autre étant le col d'Èze, situé à moins de vingt kilomètres de l’arrivée à Nice.
Trente-cinq coureurs s'échappent du peloton après onze kilomètres de course. L'ascension du col vers la Porte divise ce groupe, poursuivi par Clément Lhotellerie sorti à son tour du peloton. Rémi Pauriol et Morris Possoni passent ainsi le col avec 15 secondes d'avance sur le porteur du maillot à pois et un groupe de coureurs intercalés ; le peloton est à plus d'une minute. La descente voit un regroupement en tête de la course, formant un nouveau groupe de quinze coureurs.
Lhotellerie attaque à nouveau à La Turbie. Malgré les efforts de Damiano Cunego, le jeune grimpeur passe en tête de la côte puis du col d'Èze. Dès l'amorce de la descente, il est rejoint par José Alberto Benítez. Ce duo est repris par le groupe de Cunego à huit kilomètres de l'arrivée, avant une jonction du groupe maillot jaune quatre kilomètres plus loin. Luis León Sánchez attaque à trois kilomètres. Il résiste au retour de Carlos Barredo et Maxime Monfort et franchit le premier la ligne d'arrivée. Déjà vainqueur d'étape en 2007, il compense d'une belle manière son échec sur les pentes du mont Ventoux, qui l'avait écarté de la lutte pour le maillot jaune.
Arrivé cinq secondes après Sanchez, Davide Rebellin a su avec son équipe éviter une attaque de ses concurrents au classement général, et notamment de Rinaldo Nocentini, deuxième avec seulement trois secondes de retard. Après trois podiums en 2003, 2004 et 2007, il remporte son premier Paris-Nice avec le plus petit écart de l'histoire de la course.
Trente-six coureurs ont abandonné durant cette dernière étape, dont la quasi-totalité de l'équipe High Road (Possoni faisant exception). Le classement final ne comprend donc que 86 coureurs, sur 160 partants.
Les trois autres porteurs de maillots distinctifs ont conservé leur tunique, et l'équipe Quick Step remporte le classement de la meilleure équipe.
| Cycliste                 | Équipe              |    | Temps           |
| ------------------------ | ------------------- | -- | --------------- |
| 1. Luis León Sánchez     | Caisse d'Épargne    | en | 2 h 51 min 12 s |
| 2. Maxime Monfort        | Cofidis             |    | m.t.            |
| 3. Carlos Barredo        | Quick Step          |    | m.t.            |
| 4. Christophe Moreau     | Agritubel           | +  | 5 s             |
| 5. Alexander Efimkin     | Quick Step          |    | m.t.            |
| 6. Matteo Tosatto        | Quick Step          |    | m.t.            |
| 7. Simon Špilak          | Lampre              |    | m.t.            |
| 8. Alexandre Botcharov   | Crédit agricole     |    | m.t.            |
| 9. Peter Velits          | Milram              |    | m.t.            |
| 10. José Alberto Benítez | Saunier Duval-Scott |    | m.t.            |

| Cycliste              | Équipe            |    | Temps           |
| --------------------- | ----------------- | -- | --------------- |
| 1. Davide Rebellin    | Gerolsteiner      | en | 29 h 2 min 48 s |
| 2. Rinaldo Nocentini  | AG2R La Mondiale  | +  | 3 s             |
| 3. Yaroslav Popovych  | Silence-Lotto     |    | 48 s            |
| 4. Robert Gesink      | Rabobank          |    | 51 s            |
| 5. Luis León Sánchez  | Caisse d'Épargne  |    | 1 min 09 s      |
| 6. Juan Manuel Gárate | Quick Step        |    | 1 min 12 s      |
| 7. Gorka Verdugo      | Euskaltel-Euskadi |    | 2 min 17 s      |
| 8. Carlos Barredo     | Quick Step        |    | 2 min 24 s      |
| 9. Sylvain Chavanel   | Cofidis           |    | 2 min 39 s      |
| 10. Alexander Efimkin | Quick Step        |    | 3 min 21 s      |

## Évolution des classements
| Étape (Vainqueur)                | Classement général | Classement de la montagne | Classement par point | Le meilleur jeune | Classement par équipes |
| -------------------------------- | ------------------ | ------------------------- | -------------------- | ----------------- | ---------------------- |
| Prologue Thor Hushovd            | Thor Hushovd       | Non attribué              | Thor Hushovd         | Andriy Grivko     | Crédit agricole        |
| Première étape Gert Steegmans    | Thor Hushovd       | Dionisio Galparsoro       | Thor Hushovd         | Andriy Grivko     | Quick Step             |
| Deuxième étape Gert Steegmans    | Thor Hushovd       | Thierry Hupond            | Thor Hushovd         | Trent Lowe        | Quick Step             |
| Troisième étape Kjell Carlström  | Sylvain Chavanel   | Clément Lhotellerie       | Thor Hushovd         | Luis León Sánchez | Quick Step             |
| Quatrième étape Cadel Evans      | Robert Gesink      | Clément Lhotellerie       | Thor Hushovd         | Robert Gesink     | Quick Step             |
| Cinquième étape Carlos Barredo   | Robert Gesink      | Clément Lhotellerie       | Thor Hushovd         | Robert Gesink     | Quick Step             |
| Sixième étape Sylvain Chavanel   | Davide Rebellin    | Clément Lhotellerie       | Thor Hushovd         | Robert Gesink     | Quick Step             |
| Septième étape Luis León Sánchez | Davide Rebellin    | Clément Lhotellerie       | Thor Hushovd         | Robert Gesink     | Quick Step             |

## Liste des engagés
| Gerolsteiner | Caisse d'Épargne | Lampre |
| - 01. Davide Rebellin - 02. Bernhard Kohl - 03. Andrea Moletta (A 7e) - 04. Matthias Russ (A 7e) - 05. Stefan Schumacher - 06. Tom Stamsnijder (A 5e) - 07. Carlo Westphal (A 5e) - 08. Oliver Zaugg                     | - 11. Óscar Pereiro (NP 2e) - 12. David Arroyo - 13. Anthony Charteau - 14. David López García - 15. Alberto Losada - 16. Mathieu Perget - 17. Nicolas Portal - 18. Luis León Sánchez                                       | - 21. Damiano Cunego - 22. Matteo Bono (A 7e) - 23. Paolo Bossoni (A 7e) - 24. Francesco Gavazzi (A 5e) - 25. Mirco Lorenzetto - 26. Massimiliano Mori (A 7e) - 27. Simon Špilak - 28. Paolo Tiralongo                      |
| Liquigas | Silence-Lotto | CSC |
| - 31. Michael Albasini - 32. Leonardo Bertagnolli (NP 5e) - 33. Kjell Carlström - 34. Claudio Corioni - 35. Enrico Franzoi (A 7e) - 36. Roman Kreuziger (A 7e) - 37. Aliaksandr Kuschynski (A 7e) - 38. Ivan Santaromita | - 41. Cadel Evans - 42. Mario Aerts (A 5e) - 43. Christophe Brandt (A 7e) - 44. Dario Cioni (A 2e) - 45. Matthew Lloyd - 46. Yaroslav Popovych - 47. Jurgen Van den Broeck - 48. Johan Vansummeren (A 5e)                   | - 51. Fränk Schleck (A 7e) - 52. Bobby Julich - 53. Alexandr Kolobnev - 54. Karsten Kroon - 55. Bradley McGee (A 5e) - 56. Jason McCartney (A 6e) - 57. Chris Anker Sørensen - 58. Jens Voigt                               |
| Crédit agricole | Euskaltel-Euskadi | La Française des jeux |
| - 61. Thor Hushovd - 62. William Bonnet (NP 5e) - 63. Alexandre Botcharov - 64. Dmitriy Fofonov - 65. Simon Gerrans (NP 6e) - 66. Christophe Le Mével - 67. Rémi Pauriol - 68. Pierre Rolland                            | - 71. Igor Antón - 72. Beñat Albizuri (A 2e) - 73. Lander Aperribai (A 7e) - 74. Dionisio Galparsoro (A 7e) - 75. Aitor Hernandez - 76. Markel Irizar (A 7e) - 77. Gorka Verdugo - 78. Haimar Zubeldia                      | - 81. Philippe Gilbert - 82. Sandy Casar - 83. Mikaël Cherel (A 3e) - 84. Rémy Di Grégorio (A 5e) - 85. Lilian Jégou (A 7e) - 86. Yoann Le Boulanger - 87. Jelle Vanendert (A 7e) - 88. Benoît Vaugrenard                   |
| Saunier Duval-Scott | Bouygues Telecom | High Road |
| - 91. José Ángel Gómez Marchante (A 2e) - 92. José Alberto Benítez - 93. Juan José Cobo (A 7e) - 94. Arkaitz Durán (A 2e) - 95. Beñat Intxausti - 96. Josep Jufré - 97. Manuele Mori (A 6e) - 98. Aurélien Passeron      | - 101. Pierrick Fédrigo (A 1re) - 102. Stef Clement (A 5e) - 103. Xavier Florencio - 104. Anthony Geslin (A 7e) - 105. Jérôme Pineau - 106. Matthieu Sprick (A 7e) - 107. Yury Trofimov (A 6e) - 108. Johann Tschopp (A 7e) | - 111. Bernhard Eisel (A 7e) - 112. André Greipel (A 7e) - 113. Andreas Klier (A 7e) - 114. Servais Knaven (A 7e) - 115. Craig Lewis (A 7e) - 116. Morris Possoni - 117. Vicente Reynés (A 7e) - 118. Marcel Sieberg (A 7e) |
| Cofidis | Rabobank | AG2R La Mondiale |
| - 121. Sylvain Chavanel - 122. Samuel Dumoulin (A 5e) - 123. Bingen Fernández - 124. Yann Huguet - 125. Sébastien Minard - 126. Amaël Moinard - 127. David Moncoutié (A 7e) - 128. Maxime Monfort                        | - 131. Robert Gesink - 132. Marc de Maar - 133. Michiel Elijzen (A 7e) - 134. Juan Antonio Flecha (A 7e) - 135. Mathew Hayman (A 5e) - 136. Koos Moerenhout - 137. Bram Tankink (A 6e) - 138. Laurens ten Dam               | - 141. Rinaldo Nocentini - 142. José Luis Arrieta - 143. Sylvain Calzati (A 7e) - 144. Philip Deignan (NP 4e) - 145. Cyril Dessel - 146. Hubert Dupont - 147. Christophe Edaleine - 148. Stéphane Goubert                   |
| Quick Step | Agritubel | Milram |
| - 151. Gert Steegmans (A 7e) - 152. Carlos Barredo - 153. Matteo Carrara (A 6e) - 154. Wilfried Cretskens - 155. Alexander Efimkin - 156. Juan Manuel Gárate - 157. Kevin Hulsmans (A 7e) - 158. Matteo Tosatto          | - 161. Christophe Moreau - 162. Freddy Bichot (A 5e) - 163. Eduardo Gonzalo (A 6e) - 164. Kevyn Ista (A 7e) - 165. Nicolas Jalabert - 166. Geoffroy Lequatre - 167. Christophe Rinero (A 7e) - 168. Nicolas Vogondy         | - 171. Andriy Grivko (A 5e) - 172. Markus Eichler (A 7e) - 173. Sergio Ghisalberti (NP 6e) - 174. Ralf Grabsch - 175. Christian Knees (A 3e) - 176. Björn Schröder - 177. Niki Terpstra - 178. Peter Velits                 |
| Slipstream Chipotle | Skil-Shimano | |
| - 181. David Millar (NP 5e) - 182. Lucas Euser - 183. Tyler Farrar (A 6e) - 184. Christophe Laurent - 185. Trent Lowe - 186. Danny Pate - 187. Thomas Peterson (A 7e) - 188. Christian Vande Velde                       | - 191. Clément Lhotellerie - 192. Fumiyuki Beppu (A 5e) - 193. Roy Curvers (NP 3e) - 194. Floris Goesinnen - 195. Thierry Hupond - 196. Albert Timmer (A 6e) - 197. Tom Veelers (A 5e) - 198. Robert Wagner (A 3e)          | |